# Thomas Duis
Thomas Duis (* 1958 in Frankfurt am Main) ist ein deutscher Pianist und Hochschullehrer.

## Leben
Seine künstlerische Ausbildung erhielt Thomas Duis bei Kurt Gerecke (Wiesbaden), Karl-Heinz Kämmerling (Hannover) und Fanny Waterman (Leeds). Nach einem Preis des Deutschen Musikrats und als Stipendiat der Studienstiftung erhielt er Gelegenheit zu weiteren Studien bei Claudio Abbado, Alfred Brendel, Christoph von Dohnányi und Hans Leygraf. Danach folgte eine ganze Serie von Wettbewerbserfolgen, u. a. ein Preis beim ARD-Wettbewerb 1987 und der 2. Preis beim Arthur Rubinstein International Piano Master Competition (1. Preis nicht vergeben) in Tel Aviv. Einladungen zu Konzerten schlossen sich an, die den Pianisten nach Australien, Afrika, Asien, in die USA und durch ganz Europa führten. Als "musikalischer Botschafter" des Goethe-Instituts konzertierte er in Atlanta, Athen, Algier, Beirut, Amman, Bordeaux, Casablanca, Kairo, London, Manchester, Warschau, Damaskus und Toulouse. Duis war Gast einiger bedeutender Festivals und musizierte mit vielen bekannten Orchestern. Auch als Kammermusikspieler ist er bekannt geworden, so etwa als Klavierpartner von Frank Peter Zimmermann, Gustav Rivinius, Pavel Berman, Reinhold Friedrich und Natasha Korsakova.
Auch durch viele Einspielungen auf Schallplatte und CD, teilweise prämiert mit dem Deutschen Schallplattenpreis, hat sich Thomas Duis als vielseitiger Pianist einen Namen gemacht. 
1994 folgte der Pianist einem Ruf an die Musikhochschule in Graz. 1998 erhielt er eine Professur an der Hochschule für Musik Saar in Saarbrücken, deren Rektor er von April 2004 bis 2012 war.